# Canon EOS M50 Mark II
EOS M50 EOS R50
Le Canon EOS M50 Mark II est un appareil photographique hybride grand public d'une définition de 24 mégapixels, annoncé par Canon le 14 octobre 2020. Au sein de la gamme d'appareils hybrides EOS M, il est le successeur du EOS M50, situé au-dessus du modèle d'entrée de gamme EOS M200 et en-dessous du modèle pour amateur EOS M6 Mark II.

## Caractéristiques
- Capteur CMOS APS-C de 24,1 mégapixels effectifs
- Processeur d'image DIGIC 8 avec traitement 14 bits
- Auto-focus Dual Pixel (sauf en vidéo 4K - seulement un autofocus à détection de contraste)[2]
- Sensibilité ISO 100 – 25600, extensible à 51200.
- Viseur électronique  OLED de 2,36 millions de points.
- Vidéo Full HD 1080p à 24p, 25p, 30p et 60p.
- Vidéo 4K (UHD) à 23,98 fps ou 25 fps (PAL / NTSC)[2], bien que sans l'autofocus Dual-pixel (uniquement autofocus à détection de contraste), avec un recadrage (en) 1.6x du capteur APS-C, et à 24p ou 25p, sans option pour 30 ou 60p[3]
- Mode rafale à 10 images par seconde, 7,4 avec AF.
- Écran tactile LCD orientable de 3" avec une définition de 1,04 million de points.
- Prise micro 3,5 mm pour des microphones externes
- Wi-Fi et Bluetooth (NFC supprimé sur le MK II)

## Nouveautés sur le M50 Mark II
Par rapport au M50 qu'il remplace, les principales nouveautés sont les suivantes :
- Autofocus amélioré comprenant un autofocus sur l'oeil pour les images fixes et la vidéo.
- Prise en charge de la vidéo verticale.
- Ajout d'un nouveau bouton d'enregistrement vidéo et d'un retardateur vidéo sur l'écran LCD tactile pour une meilleure expérience de Vlogging
- Capacité de webcam haute qualité, avec le logiciel gratuit EOS Webcam Utility ou la sortie Clean HDMI
- Capacité de livestreaming YouTube sans fil
- Possibilité d'appuyer sur l'écran pour effectuer une mise au point sur le sujet tout en regardant dans le viseur, aidant à contrôler la position du point de focus sur l'image.
- Autonomie de la batterie portant à 250 vues selon CIPA contre 235 vues sur le modèle précédent.
- Le NFC est supprimé sur le MK II.

Le reste de l'appareil est identique au M50 qu'il remplace, dont le boîtier, les composants internes et externes, et toutes les caractéristiques et fonctions de l'appareil, donc le M50 Mark II n'est qu'un léger rafraîchissement d'un appareil à succès,.